# 杜努文
杜努文（1627年—1648年），滿洲愛新覺羅氏。清太祖努爾哈赤曾孫、廣略貝勒褚英之孫、安平貝勒杜度第六子。
杜度諸子，惟杜努文並無戰功。順治二年（1645年），封為輔國公。順治五年（1648年）逝世。康熙三十七年（1698年），追封為貝子，亦賜予謚號「懷愍」（與其弟薩弼有相同謚號）。其子蘇努，初襲鎮國公，事奉清聖祖，累進封為貝勒。雍正二年（1724年），蘇努因與廉親王胤禩為朋黨而坐事，被削爵，廢黜宗室資格。